# Pflegevisite
Die Pflegevisite ist ein Instrument im Rahmen des Qualitätsmanagements der professionell ausgeübten Pflege. Sie besteht im Kern aus einem Besuch von zwei Pflegefachkräften bei den Patienten oder Bewohnern in deren Zimmer einer Pflegeeinrichtung oder, sofern die Person privat wohnt, bei ihr zuhause. In einem Gespräch soll der Bedarf oder Wünsche nach pflegerischer Unterstützung aktualisiert werden. Sie unterscheidet sich also von der Arztvisite im Krankenhausbetrieb. Im Unterschied zu einer Arztvisite geht es nicht um die Diagnose einer Krankheit, um tägliche Veränderungen bei Blutwerten, Blutdruck oder die Beobachtung der Wundheilung oder der Körpertemperatur. Es geht um die gemeinsame Einschätzung, welche Fortschritte die Patienten im Umgang mit ihrer Erkrankung machen konnten und die pflegerische Unterstützung dabei.
Die eine Pflegefachkraft sollte mit der gepflegten Person und ihrer Versorgung gut vertraut sein. Die andere Pflegefachkraft, es kann eine Leitungskraft sein, sollte berufserfahren und in der Lage sein, diese Angaben auf ihre Plausibilität hin einzuschätzen. Möglicherweise ergeben sich in dem Gespräch mit dem Patienten oder Bewohner Hinweise auf notwendige Veränderungen der Pflegeplanung oder der gesamten Pflegesituation. Evtl. müssen Konsequenzen daraus in der Beratung anderen an der Versorgung beteiligten Personen, wie dem Hausarzt oder pflegenden Angehörigen, vorgeschlagen werden. Deshalb kann die Teilnahme einer leitenden Pflegefachkraft an dieser Visite als Unterstützung der alltäglichen Pflege gesehen werden. Mit Einführung der DRGs sowie im Zuge weiterer gesundheitspolitischer Zielsetzungen findet sie zunehmenden Einsatz u. a. im Krankenhaus.

## Definition
„Die Pflegevisite ist ein regelmäßiger Besuch bzw. ein Gespräch mit dem Patienten über den Pflegeprozess. Sie dient der gemeinsamen Benennung der Pflegeprobleme und Ressourcen bzw. der Pflegediagnosen, der Vereinbarung von gewünschten Pflegezielen, der Art, Menge und Häufigkeit der nötigen Pflegemaßnahmen und schließlich der Überprüfung der Angemessenheit, Wirtschaftlichkeit und Wirksamkeit der Pflege“ (Heering, 2004).

## Inhalte des Gesprächs bei der Pflegevisite
In diesem Gespräch werden die Pflegeprobleme und Ressourcen, die Pflegediagnose, die Formulierung der Pflegeziele und -maßnahmen, sowie die Erfolge der bisherigen Pflege kurz vorgestellt und die Zufriedenheit der gepflegten Person mit der Versorgung erfragt. Häufig ergibt sich die Möglichkeit, der gepflegten Person Vorschläge für eigenes Aktivwerden zu machen.
Im Unterschied dazu will der Begriff „supervidierende Pflegevisite“ mehr Gewicht auf das Kontrollinstrument im Rahmen der Qualitätssicherung legen. Dabei kommt es auf den Umfang und die Effektivität der vereinbarten Pflegemaßnahmen an.
Aus der Pflegedokumentation sind die Pflegeanamnese, Pflegeplanung und die laufenden Pflegeberichte heranzuziehen und auf ihre Qualität hin zu beurteilen.
Zusätzlich zur Pflegevisite sprechen sich einzelne Autoren in diesem Rahmen auch für eine Umgebungsvisite sowie eine Organisationsvisite aus.

## Schwierigkeiten bei der Durchführung
Wenn der Patientin bzw. die gepflegte Person und ihr (pflegender) Angehöriger an einer Teilnahme gehindert sind.
Es wird nicht immer gelingen, mit dem Patienten eine gemeinsame Kommunikationsbasis zu finden. Dies kann an dem Zeitpunkt innerhalb des gewohnten Tagesrhythmus oder an der fehlenden Sympathie von Seiten der gepflegten Person liegen. Dann ist evtl. eine Verkürzung des Gesprächs zu akzeptieren und die Pflegevisite kann sich nur noch auf die Teile der Aufgabe konzentrieren, die ohne Teilnahme der gepflegten Person erledigt werden können.
Der Zeitdruck in der Pflege macht eine sorgfältige Planung, mit wem und wie oft die Visite durchzuführen ist, notwendig. Das kann die Einschränkung auf den Zusammenhang mit der Entlassung in eine andere Pflegeeinrichtung, erhöhten Pflegeaufwand in Pflegestufe II oder III z. B. nach der Heimaufnahme oder auf besondere Konfliktfälle bedeuten. Wünschenswert wäre die Visite in einem festen Turnus bei allen gepflegten Personen. Damit wäre für die Beurteilung der Pflegequalität der Einrichtung eine breitere Basis gelegt.

## Nachbereitung und Dokumentation
Die wesentlichen Inhalte der Pflegevisite werden im Pflegebericht (Berichtsblatt der Pflegedokumentation) bzw. der Evaluationsspalte der Pflegeplanung oder in einem separaten Protokoll dokumentiert. Falls nötig wird sofort ein zweiter Termin vereinbart, bis zu dem die zuständige Pflegefachkraft fragliche Punkte aufgearbeitet hat.